# Ebrington Manor
Ebrington Manor ist ein Herrenhaus im Dorf Ebrington in der englischen Grafschaft Gloucestershire. English Heritage hat es als historisches Gebäude II. Grades gelistet.

## Geschichte
Das Haus geht auf das 15. Jahrhundert zurück, wurde allerdings zweimal wesentlich verändert, einmal im 17. Jahrhundert und einmal im 19. Jahrhundert.
Das Anwesen gehörte der Familie Fortescue, später Earls Fortescue, seit 1476.

## Architektur

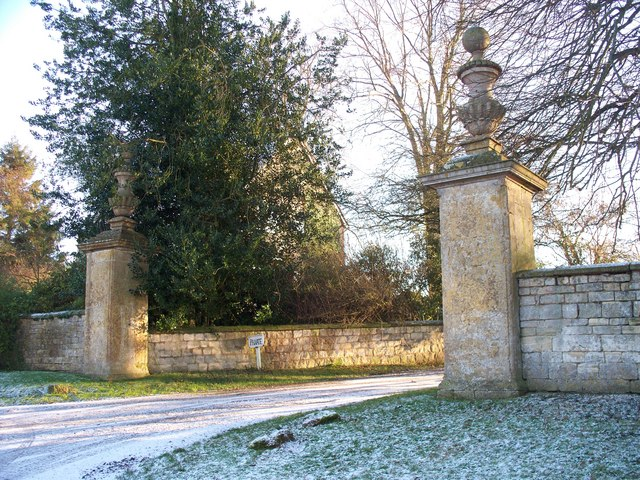
Einfahrtstor zu Ebrington Manor

Das Haus wurde am 25. August 1960 als historisches Gebäude II. Grades gelistet. Das Haupteinfahrtstor und das Sommerhaus auf dem Anwesen sind beide als historische Bauwerke II*. Grades gelistet.